# Balogh Sándor (üzletember)
Balogh Sándor (Szerencs, 1962. november 1. –) magyar üzletember. 
A felsőfokú tanulmányai kezdetén 1982 - 1985-ig a moszkvai Nemzetközi Kapcsolatok Intézetében (MGIMO) tanult. Hazatérve a Budapesti Corvinus Egyetemen folytatta tanulmányait, rövidesen pedig elindította első vállalkozásait.
A 2006-ban több éves előkészítő munka után tíz barátjával közösen megalapították a ma már Magyar Afrika Társaság (AHU) néven működő civil és humanitárius szervezetet.
Nevéhez fűződik számos afrikai témájú könyv kiadása, afrikai fókuszú médiaműsor és ismeretterjesztő projekt támogatása, hátrányos helyzetű afrikai ember megsegítése, kulturális esemény szervezése. Afrikával foglalkozó hálózatát kiterjesztette más kontinensekre is a nevéhez fűződő Globoport, GloboTV hírportálokon és a HTCC (Magyar Kereskedelmi és Kulturális Központokon) keresztül, amely több irodát működtet Afrika öt nagyvárosában.
Balogh Sándor ellen 2019. november 27-én körözést és elfogatóparancsot adtak ki költségvetési csalás bűncselekménye, majd 2019. december 3-án befolyás vásárlása bűncselekmény miatt.

## Tanulmányok
- 2017: ZSKE (Politológia BA)
- 1993-97: Budapest Business School
- 1986-88: Budapesti Corvinus Egyetem (Nemzetközi Kapcsolatok Intézete)
- 1982-: MGIMO (Nemzetközi Kapcsolatok Intézete)

## Oktatási tevékenység
- 2012: „Afrika közelről” – Tudományos ismeretterjesztő oktatási program elindítója

## Munkatapasztalat (társadalmi szféra)
- 2018: Ifjúsági Ökölvívó Világbajnokság – A Szervező Bizottság Elnökhelyettese
- 2018: Magyar Szinkronúszó Szövetség – Elnök
- 2018: Magyar Olimpiai Bizottság – Tag
- 2018: 16. FINA Műúszó Junior Világbajnokság – A Szervező Bizottság Elnöke
- 2017: Magyar Ökölvívó Szövetség – Elnökségi tag
- 2016: Magyar Bolygóközi Társaság – Elnök
- 2016: FINA Vizes VB LOC – Tag
- 2015: European Business Council for Africa and the Mediteranean (EBCAM) – Tanácsadó
- 2013: Ghána Vízilabda Szövetség – Alapító tag
- 2013: Vállalkozók Országos Szövetsége (VOSZ) Nemzetközi Tagozat – Alelnök
- 2012: Marokkói-Magyar Üzleti Tanács – Elnök
- 2012: Tunéziai – Magyar Üzleti Tanács – Alelnök
- 2011: LATIMO (Magyar-Latin-Amerikai Egyesület) – Elnök
- 2011: Budapesti Kereskedelmi és Iparkamara (BKIK)
  - Közel-Kelet Szakmai Osztály – Elnök
  - MAGHREB Szakmai Osztály – Alelnök
  - Latin-Amerika Szakmai Osztály – Alelnök
  - Ausztrália és Óceánia Szakmai Osztály – Alelnök
  - Szub-Szahara Szakmai Osztály – Alelnök
  - Finn Szakmai Osztály – Alelnök
- 2011: Magyar - Ázsiai Társaság – Alelnök
- 2011: JVSZ – A Külgazdasági Bizottság tagja
- 2010-14: Magyarországon Akkreditált Tiszteletbeli Konzuli Testület – Az Elnök tanácsadója
- 2006: Magyar Afrika Társaság – Elnök

## Munkatapasztalat (üzleti szféra)
- 2016: BP2017 Nonprofit  Kft. (FINA Vizes VB szervező) – Gazdasági igazgató
- 2013: Magyar-Ház HTCC Kereskedelmi és Kulturális Központ: Nemzetközi hálózat felállítása
- 2013: GloboTV: Médiahálózat alapítása
- 2011: GLOBIMPEX Zrt. – Vezérigazgató, alapító
- 2001: Befektetési portfólió bővítése: Ingatlan befektetések vidéken és Budapesten, ingatlanok vásárlásával, azok átalakításával és felújításával olyan ingatlanvagyon létrehozása, amely a vagyonkezeléssel, a bérleti díjból és hasznosításból befolyó bevétellel a gazdasági válság ellenére stabil anyagi bázist ad
- 2000: „Huszárvár” pincészet létrehozója: Saját márkás termék, a „La Veranda” bor piaci bevezetése
- 1996: Adótanácsadó- és könyvelőiroda alapítója: A megszerzett üzleti tapasztalat átadása kezdő vállalkozóknak
- 1989: Vállalkozó: Műszaki cikkek kis- és nagykereskedelme, saját márkás termékek piaci bevezetése

## Főbb humanitárius projektek
- A „Mosoly Alapítvány” a szerencsi oktatásért – Alapító tag (hátrányos helyzetű gyermekek támogatása)
- A „HELP Alapítvány” (Budapest) alapító tagja – Drog prevenciós tevékenység az ifjúság körében
- A „Bocskai Alapítvány” a szerencsi gimnáziumnak, a kuratórium tagja (hátrányos helyzetű diákok támogatása)
- Iskola-építés Kinshasa-ban
- Észak-Ugandában egy falu építésének megfinanszírozása fiatal anyák számára
- Humanitárius missziók Marokkó, Mauritánia, Mali, Madagaszkár, Kenya, Uganda, Angola, Bissau-Guinea (adományozás)
- Humanitárius misszió El-Gheddiya-ban – kútfúrás a Szaharában
- Humanitárius Rally Albániában
- Budapest-Bamako Rally humanitárius programjának szervezője
- Saharun Rally Humanitárius programjának szervezője
- A ghánai vízilabda-válogatott felszerelésének adományozása
- Inter CDF afrikai futballcsapat támogatása
- Future Stars futballakadémia megalapítása

## Publikációk
- 2016: Tropical Magazin – Exkluzív Különszám – Amerika
- 2015: Építsük együtt a jövőt Afrikában! Az AHU – Magyar Afrika Társaság tevékenységéről, tanulmány
- 2014: Tropical Magazin – Exkluzív Különszám – Afrika
- 2014: Daliás afrikai olajbáró fehér lovon: Interjú, Népszava
- 2012: Bernát János-Balogh Sándor: Lesotho aranya, IDResearch/Publikon Kiadó
- 2011: Belső migráció Afrikában: Tanulmány, Publikon Kiadó/Afriport
- 2010: Balogh Sándor-Morenth Péter: Magyarország gazdasági kapcsolatainak fejlesztése, kézirat, Magyar Afrika Tudástár

## Előadások
- 2017: Lakitelki Népfőiskola, Keleti Nyitás Kollégium
- 2016: KGRE: Gazdaságdiplomácia kurzus
- 2015: Moszkva, MGIMO III. Nemzetközi Diáktalálkozó: „Irán napjainkban” előadás
- 2014: Lakitelki Népfőiskola, Keleti Nyitás Kollégium: Africa Rising
- 2014: KKV AKADÉMIA: Omán, Szaud-Arábia, Kuwait, Dubai, Irán üzleti környezetéről. Az AHU és a HTCC szervezetek nyújtotta szolgáltatásokról.
- 2014: PIAC&PROFIT: A BKIK nemzetközi tevékenysége a KKV-k számára
- 2014: KGRE, Társadalomtudományi és Nemzetközi Kapcsolatok Intézete: Magyar szakmai szervezetek tevékenysége

## Elismerések, díjak
- 2016: „Sajtómunka segítéséért” díj

## Beszélt nyelvek
- Angol: Tárgyalási szint
- Orosz: Tárgyalási szint
- Francia: Alapszint
- Arab: Alapszint